# Giovanni D'Achiardi
Giovanni D'Achiardi (Pisa, 25 aprile 1872 – Fauglia, 9 settembre 1944) è stato un mineralogista e politico italiano, fratello del pittore e museografo Pietro D'Achiardi.

## Biografia
Nel 1906 scoprì un nuovo minerale al quale dette, in onore del padre Antonio D'Achiardi, il nome di Dachiardite.
Fu professore ordinario di Mineralogia alla Università di Pisa (1910) e rettore della stessa nei periodi 1923-1925 e 1935-1939. Durante il secondo mandato D'Achiardi, che nel 1936 era anche diventato podestà, si rese responsabile dell'espulsione di studenti e docenti ebrei dall'ateneo. Il 7 agosto 1944 D'Achiardi, nella sua qualità di senatore, fu deferito con la seguente motivazione:
"Senatori ritenuti responsabili di aver mantenuto il fascismo e resa possibile la guerra sia coi loro voti, sia con azioni individuali, tra cui la propaganda esercitata fuori e dentro il Senato".
L'ordinanza non ebbe luogo a procedere per decesso.

## Curiosità
- Nel 2023 la giunta comunale di Pisa (col centrodestra come maggioranza) rinominò una strada cittadina fino ad allora intitolata a lui, che divenne Via Giusti tra le Nazioni. [1]

## Cariche amministrative
- Consigliere comunale di Pisa
- Podestà di Pisa (1936-1939)

## Cariche e titoli
- Presidente del Consiglio di amministrazione della Cassa di risparmio di Pisa (1919)
- Socio corrispondente della Accademia dei Lincei (5 luglio 1924)
- Membro del Consiglio superiore della pubblica istruzione (15 febbraio 1926-31 dicembre 1928)
- Socio nazionale dell'Accademia dei Lincei (10 novembre 1932)
- Membro del Comitato geologico
- Membro del Consiglio direttivo dell'Istituto di studi etruschi
- Socio corrispondente della Accademia dei Georgofili di Firenze
- Membro accademico dell'Istituto italiano di paleontologia umana

## Commissioni
- Membro della Commissione dell'educazione nazionale e della cultura popolare (17 aprile 1939-5 agosto 1943)
- Membro della Commissione per il giudizio dell'Alta Corte di Giustizia (17 aprile 1939-5 agosto 1943)